# La carta del rajà
La carta del rajà és una pel·lícula d'animació Stop-motion espanyola del 2009 dirigida per Ángel Blasco Marqueta, qui també és coautor del guió basat en el conte Dakghor de Rabindranath Tagore. Ha estat produïda per Montjuïc Entertainment amb la col·laboració de TV3. Ha estat doblada al català.

## Sinopsi
Amal és un nen de set anys de l'Índia que s'ha quedat orfe de pare, raó per la qual ha de marxar amb els seus oncles a una altra ciutat de l'Índia. Malgrat la tragèdia aviat s'integra en la seva nova família i fa amistats noves. L'estafeta de correus que hi ha davant la casa dels seus oncles és el que més el l'impressiona, de tal manera que desitja convertir-se en carter per tal de viatjar arreu del país i fins i tot rebre una carta del rajà.

## Nominacions
Fou nominada al Gaudí a la millor pel·lícula d'animació.